# Atractosteus spatula
Garpique alligator
Espèce
Synonymes
Lepisosteus spatula (Lacépède, 1803)
Atractosteus adamantinus (Rafinesque, 1818)
Le garpique alligator ou garpic alligator (Atractosteus spatula ou Lepisosteus spatula) est une espèce de poissons de la famille des Lepisosteidae. C'est l'un des dix plus gros poissons d'eau douce actuellement connus.

## Description
Le garpique alligator peut mesurer dans sa forme adulte jusqu'à 3 m de long et peser jusqu'à 140 kg. C'est un poisson osseux dont la silhouette peut évoquer celle d'un alligator. Ce poisson est recouvert d'écailles en kératine. Cette espèce possède une coloration vert-jaunâtre avec des taches noires que les poissons ont tendance à perdre en grandissant. Il possède deux rangées de grandes dents sur la mâchoire supérieure. Son nom dérive de la ressemblance de ses dents avec celles des alligators.

## Alimentation
Ce poisson est exclusivement carnivore.
Son régime alimentaire est composé principalement d'autres poissons, d'oiseaux, de mammifères, d'amphibiens et de reptiles.

## Répartition

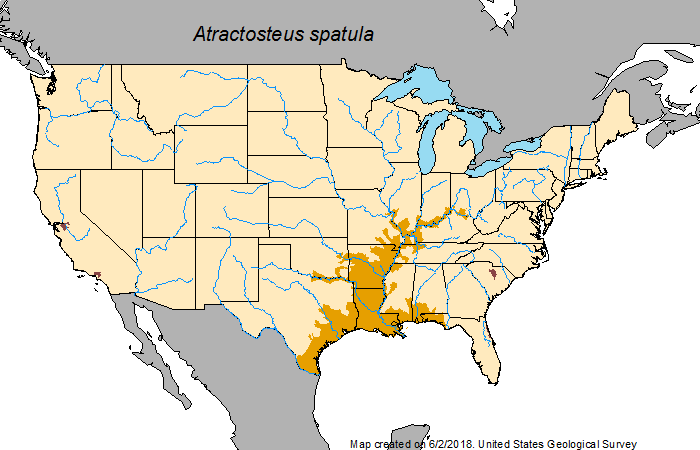
Aire de répartition du garpique alligator

Le garpique alligator vit dans la basse vallée du Mississippi et le long des côtes du Golfe du sud des États-Unis et du Mexique jusqu'à Veracruz sur une zone englobant notamment les États américains suivants : le Texas, l'Oklahoma, la Caroline du Sud, la Caroline du Nord, la Virginie, la Louisiane, le Kentucky, l'Alabama, le Tennessee, l'Arkansas, le Missouri, la Floride et la Géorgie.
Enfin, il faut noter que des amateurs de pêche sportive ont introduit des spécimens qui ont proliféré dans des lacs et des plans d'eau de plusieurs pays d'Asie du Sud-Est.

## Conservation
L'espèce est en danger d'extinction à cause des attaques sur l'Homme qui lui ont été imputées car sa denture ressemble beaucoup à celle de l'alligator d'Amérique (Alligator mississippiensis).
Au Texas, dans les années 1930, le colonel J. G. Burr, directeur à Austin, de la commission de la pêche sportive (Game Fish and Oyster Commission), a organisé la destruction systématique de cette espèce par électrocution, en utilisant des barges (Electrical Gar Destroyer), spécialement équipées de générateurs électriques de 400 volts, alimentant deux lignes de pêche tendues au fond et en surface des rivières. Il a ainsi largement contribué à la disparition de l'espèce.

## Pêche sportive

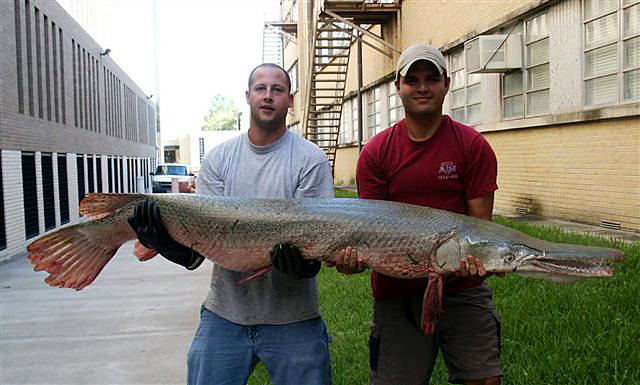
Un garpique alligator de près de deux mètres.

Peu appréciée pour la pêche sportive au début du XXe siècle, la tendance a évolué à la fin de ce même siècle. Attirés par son apparence et sa taille exceptionnelle, de nombreux pêcheurs se rendent aux États-Unis pour tenter d'en capturer un. Mais sa pêche est peu excitante par rapport à d'autres espèces. Pour le garpique, la technique principale est l'attente, et il faut avoir la chance de tomber sur le poisson puisque celui-ci chasse à l'affût. Ferrer l'animal peut être compliqué en raison de l'étroitesse de son museau.